# Atlas (cohete)
Atlas es una familia de cohetes estadounidenses, una de cuyas versiones colocó a los astronautas del Mercury en órbita alrededor de la Tierra. Tuvo fases superiores como Agena y Centauro. Los cohetes Atlas son usados para lanzar satélites y sondas espaciales.
La primera prueba del Atlas, en 1957, fue el primer éxito de los Estados Unidos con misiles balísticos intercontinentales. Fue un cohete de etapa y media con tres motores que quemaban LOX y RP-1 produciendo 1590 kN de empuje.
Llamado así por Atlas, un titán de la Mitología griega, se inició en 1946 con la concesión de un contrato de investigación de la Fuerza Aérea para el estudio de misiles nucleares con un alcance entre 1500 y 5000 millas (2400 a 8000 km).

## Historia

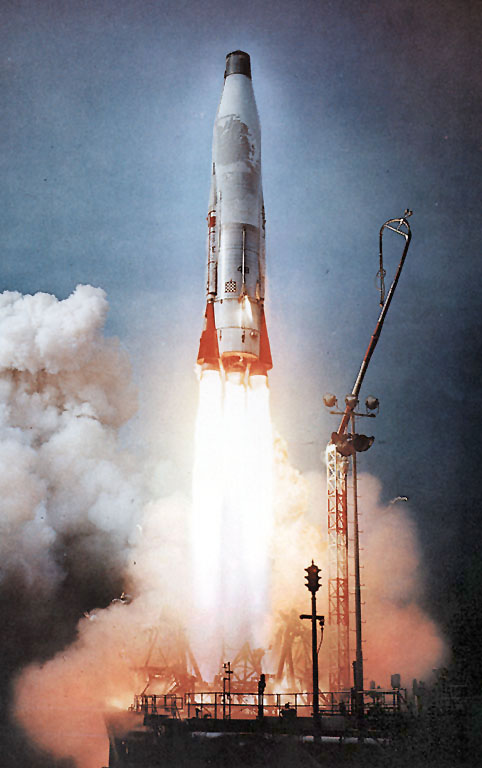
Un SM-65 Atlas, el primer misil balístico intercontinental estadounidense, lanzado por primera vez en 1957

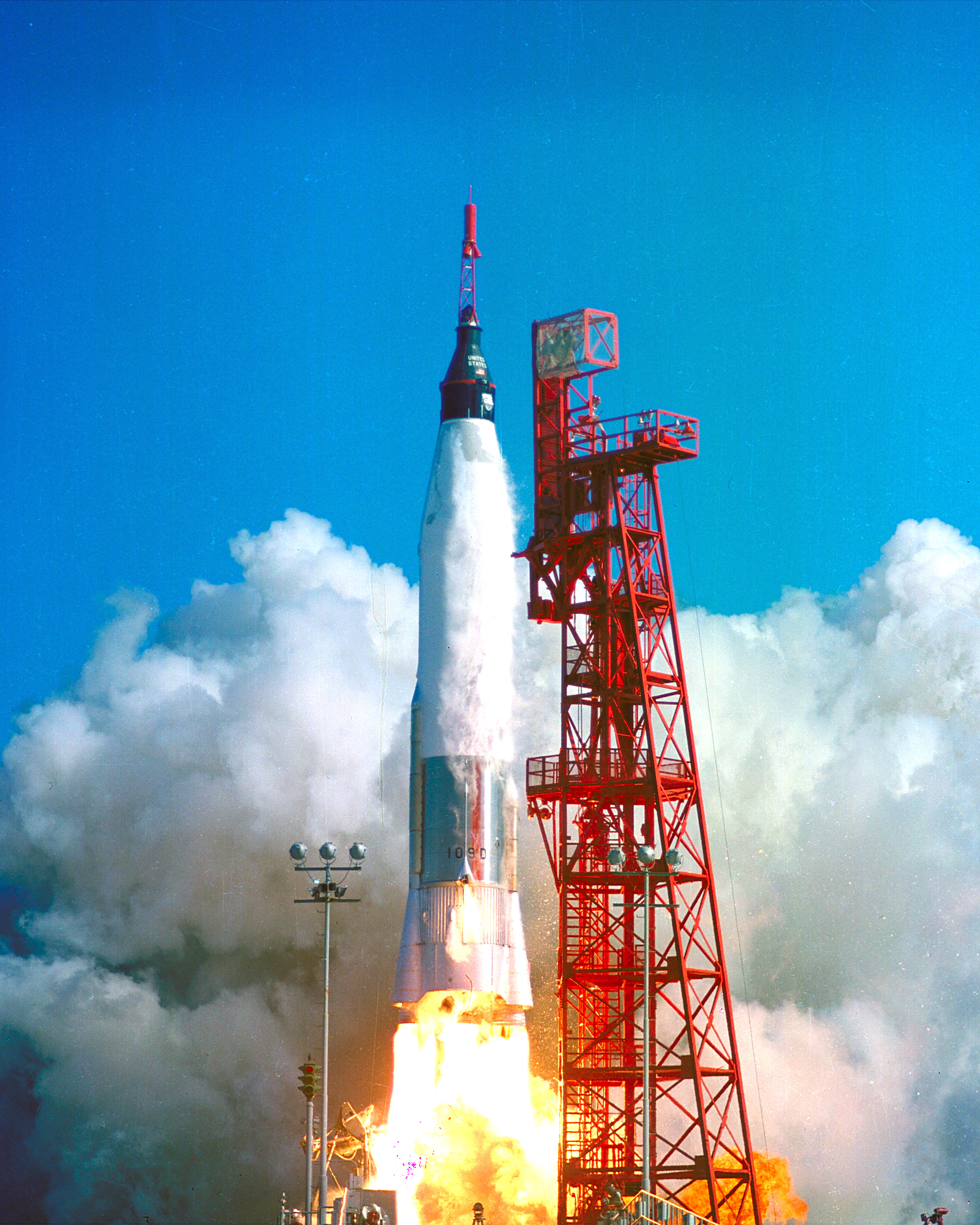
Mercury-Atlas lanza la nave Friendship 7 con el primer estadounidense en órbita alrededor de la tierra (20 de febrero de 1962).

Su designación militar fue XB-65, para cambiarlo a CGM-16 en 1962, con la C representando que se almacena en un contenedor reforzado o silo subterráneo. Para ser lanzado era elevado y se le llenaba de combustible.
La última versión balística, el Atlas-F, usaba un silo subterráneo de 53,34 metros capaz de soportar un impacto nuclear directo. Los silos estaban agrupados en grupos de 12, algunos localizados al sureste de Nebraska. A mediados de los años 60 fueron retirados para dar paso al LGM-30 Minuteman de combustible sólido, que podía ser guardado por largos periodos de tiempo sin tener que recargar combustible.
El Atlas D portaba una cabeza nuclear que usaba un vehículo de reentrada Mk 2 con una bomba W-38 (termonuclear) con una potencia de 3,75 megatones que podía ser detonada en el aire o al impactar en tierra.
Aunque nunca fue usado en combate, sirvió como etapa superior en el lanzamiento de las sondas Mariner para estudiar Mercurio, Venus y Marte.
Cuando se lanzó a John Glenn, en 1962, se usó un cohete Atlas, convirtiéndose en el primer estadounidense en orbitar alrededor de la tierra. Algunos cohetes Atlas también fueron usados en el programa Gemini. Cohetes descendientes del diseño de los Atlas se usan en el siglo XXI.

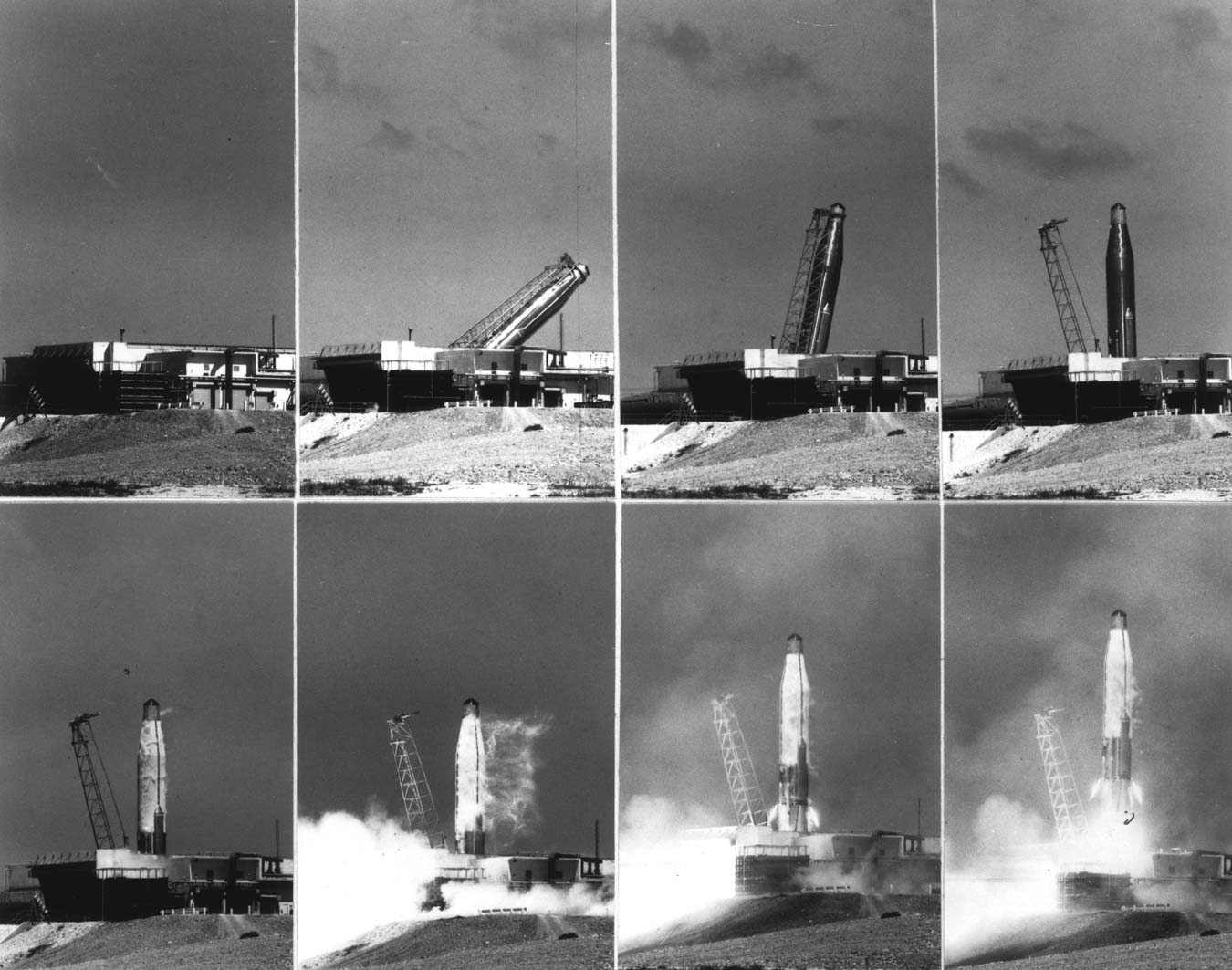
Atlas ICBM lanzado desde Vandenberg AFB, California.

## Diseño
Estos cohetes usaban como tanques de combustible balones o globos hechos de un metal muy delgado (ancho de 1,02 cm) y sin estructura rígida de soporte. El Atlas tenía un sistema de etapas poco habitual: en la época en que se desarrolló, se dudaba que el cohete encendiera sus demás etapas en el espacio, por lo cual se descartaron y sólo una etapa sería capaz de llevar el cohete a su objetivo. Korolyov hizo la misma elección al diseñar el cohete R-7, que sólo tenía una etapa central y 4 propulsores extra pegados al cuerpo principal, eliminando el problema de encender una etapa extra a grandes altitudes de la Tierra.

## Descendientes del Atlas
- Atlas II
- Atlas III
- Atlas IV
- Atlas V
- GX

La versión Atlas II realizó 63 vuelos exitosos, realizando el último el 31 de agosto de 2004, siendo considerado como uno de los lanzadores más fiables del mundo.
La versión más reciente de esta familia es el Atlas V, que usa una tecnología muy diferente a sus antecesores, ya que no usa el tanque de tipo balón y sus propulsores son más parecido a los de la familia Titán y su fuselaje es muy rígido y pesado.
Irónicamente, estos misiles fueron diseñados como ICBM para atacar a la URSS-Rusia, pero desde el Atlas III y Atlas V usan motores-cohete rusos Energomash RD-180, producidos bajo licencia por Pratt & Whitney en Estados Unidos.

## Misiles balísticos de la clase Atlas
Hasta 1964, estuvieron en servicio 155 misiles. De la versión CGM-16E, había 126 unidades en 1960. De la versión HGM-16F hubo 235 unidades hasta 1964.

## Especificaciones

### Características generales
- Longitud: 22,9 m con vehículo de reentrada Mk2
- Envergadura: 3,05 m
- Peso máximo al despegue: 116 000 kg (Atlas D), 118 000 kg (Atlas E y F)
- Planta motriz:   1 Rocketdyne LR105 de 25 800 kgf, 2 motores LR89 de 68 100 kgf y 2 motores LR101 de 450 kgf. cada uno.

### Rendimiento
- Alcance: 16 670 km, y 18 500 km para Atlas E y FPrecisión al blanco CEP de 1400 m

### Armamento
- Otros: Vehículo de reentrada Mk4 con cabeza W-38 de 4 megatones